# Krzysztof Fordoński
Krzysztof Andrzej Fordoński (ur. w 1970 w Turku) – polski literaturoznawca, nauczyciel akademicki i tłumacz. Specjalizuje się w historii literatury angielskiej i przekładzie literackim.

## Życiorys
Studia z filologii angielskiej ukończył w 1994 na Uniwersytecie im. Adama Mickiewicza w Poznaniu, na tym samym uniwersytecie obronił doktorat w 2002 z literaturoznawstwa angielskiego na podstawie napisanej pod kierunkiem Liliany Sikorskiej dysertacji The Symbolic Systems of the Italian Novels of Edward Morgan Forster (Systemy symboliczne „Powieści włoskich” Edwarda Morgana Forstera). Stopień doktora habilitowanego nauk humanistycznych uzyskał w 2013 na Wydzileł „Artes Liberales” Uniwersytetu Warszawskiego, przedstawiając dzieło Translatio, imitatio, emulatio: poezja Macieja Kazimierza Sarbiewskiego na Wyspach Brytyjskich 1646–1872.
Od 1994 do 2002 był asystentem w Instytucie Filologii Angielskiej Uniwersytetu im. Adama Mickiewicza w Poznaniu, od 2004 pracownik na Wydziale Lingwistyki Stosowanej UW, od 2019 na stanowisku profesora uczelni.
Tłumacz literatury pięknej, m.in. powieści Flanna O’Briena, Paula Austera i Williama Whartona oraz dziennikarz radiowy (Radio Polonia redakcja angielska 1994–2007). Od 2012 redaktor naczelny „Language and Literary Studies of Warsaw”, od 2015 redaktor naczelny „Polish Journal of English Studies”. Prezes International E. M. Forster Society

## Tłumaczenia
- Paul Auster Miasto ze szkła (City of Glass) wyd. Historia i Sztuka 1994 Poznań ISBN 83-85468-18-8
- Donald Barthelme Królewna Śnieżka (Snow White) wyd. Dom Wydawniczy „Rebis” 1999 Poznań ISBN 83-7120-570-8
- Michael Dibdin Martwa laguna (Dead Lagoon) wyd. Dom Wydawniczy „Rebis” 1998 Poznań ISBN 83-7120-441-8
- Mike Farren Szalona Apokalipsa (Armageddon Crazy) wyd. CIA Svaro Books Ltd 1991 Poznań ISBN 83-85100-39-3
- Barry Gifford Dzikość serca (Wild at Heart) wyd. Dom Wydawniczy „Rebis” 1999 Poznań ISBN 83-7120-742-5
- Laurence Gough Sandstorm wyd. Wydawnictwo Adamski i Bieliński 1995 Warszawa ISBN 83-85593-55-1 (nowa edycja 1999 ISBN 83-87454-29-X)
- W.E.B. Griffin Krew i honor (Blood and Honor) wyd. Wydawnictwo Adamski i Bieliński 1999 Warszawa ISBN 83-87454-32-X, wyd. Wydawnictwo Zysk i Spółka 2008 Poznań ISBN 978-83-7506-287-8
- W.E.B. Griffin Więzy honoru (Honor Bound) wyd. Wydawnictwo Adamski i Bieliński 1996 Warszawa ISBN 83-85593-65-9, wyd. Wydawnictwo Zysk i Spółka 2008 Poznań ISBN 978-83-7506-095-9
- Mark Joseph Potiomkin (To Kill the Potemkin) wyd. Wydawnictwo Adamski i Bieliński 1994 Warszawa ISBN 83-85593-49-7 (nowa edycja 2004 ISBN 83-89187-46-9)
- Lao Tse Tao Te Ching w: Thomas Cleary Istota Tao (The Essential Tao) wyd. Dom Wydawniczy „Rebis” 2000 Poznań (współtłumacz) ISBN 83-7120-658-5
- Colum McCann Śpiewające psy (Songdogs) wyd. Świat Literacki 2005 Izabelin ISBN 83-88612-85-9
- Scott Mackay Przyjaciel z Barcelony (A Friend in Barcelona) wyd. Wydawnictwo Adamski i Bieliński 1997 Warszawa ISBN 83-85593-96-9
- Lawrence Norfolk Słownik Lempriere'a (Lempriere's Dictionary) wyd. Historia i Sztuka 1995 Poznań ISBN 83-85468-24-2
- Flann O’Brien Sweeny wśród drzew (At Swim-Two-Birds) wyd. Dom Wydawniczy „Rebis” 1997 Poznań ISBN 83-7120-242-3
- Ralph Peters Rok 2020 (The War in 2020) wyd. Wydawnictwo Adamski i Bieliński 2001 Warszawa ISBN 83-87454-79-6
- Michael Marshall Smith Zmieniaki (Spares) wyd. Dom Wydawniczy „Rebis” 1999 Poznań ISBN 83-7120-619-4
- William Wharton Franky Furbo wyd. Dom Wydawniczy „Rebis” 1994 Poznań ISBN 83-7120-066-8
- William Wharton Spóźnieni kochankowie (Last Lovers) wyd. Dom Wydawniczy „Rebis” 1995 Poznań ISBN 83-7120-199-0 (nowa edycja 2007 ISBN 978-83-7510-134-8); Świat Książki 2000 Warszawa ISBN 83-7227-784-2
- William Wharton Werniks (Scumbler) wyd. Dom Wydawniczy „Rebis” 1994 Poznań ISBN 83-7120-084-6 (nowa edycja 2010 ISBN 978-83-7510-546-9)
- William Wharton Szrapnel (Shrapnel) wyd. Dom Wydawniczy „Rebis” 1996 Poznań ISBN 83-7120-394-2
- William Wharton Wieści (Tidings) wyd. Dom Wydawniczy „Rebis” 1997 Poznań ISBN 83-7120-544-9 (nowa edycja 2009 ISBN 978-83-7510-472-1)
- William Wharton William Wharton wyd. Dom Wydawniczy „Rebis”, 1998 Poznań ISBN 83-7120-690-9
- William Wharton Al (Worth Trying) wyd. Dom Wydawniczy „Rebis” 1999 Poznań ISBN 83-7120-731-X, (nowa edycja 2006 ISBN 83-7301-948-0); Libros 2001 Warszawa ISBN 83-7227-848-2

## Tłumaczenia list dialogowych na język angielski
- Austeria reż. Jerzy Kawalerowicz KPD 2010 Warszawa
- Człowiek z marmuru reż. Andrzej Wajda DMMS 2013 Warszawa Second Run 2014 London
- Do widzenia, do jutra reż. Andrzej Wajda Second Run 2012 London
- Iluminacja reż. Krzysztof Zanussi Second Run 2014 London
- Kobieta samotna reż. Agnieszka Holland KPD 2008 Warszawa
- Krzyżacy reż. Aleksander Ford KPD 2010 Warszawa
- Matka Joanna od Aniołów reż. Jerzy Kawalerowicz Second Run 2012 London
- Lawa reż. Tadeusz Konwicki KPD 2009 Warszawa
- Pociąg reż. Jerzy Kawalerowicz KPD 2010 Warszawa; Second Run 2012 London
- Popiół i diament reż. Andrzej Wajda KPD 2010 Warszawa; Arrow Films 2011 Radlett
- Przesłuchanie reż. Ryszard Bugajski DMMS 2013 Warszawa
- Rękopis znaleziony w Saragossie reż. Wojciech Jerzy Has Mr Bongo Films 2012 Brighton
- Sanatorium pod Klepsydrą reż. Wojciech Jerzy Has Mr Bongo Films 2012 Brighton DMMS 2013 Warszawa
- To nie tak, jak myślisz, kotku reż. Sławomir Kryński Kino Świat 2009 Warszawa
- Ziemia obiecana reż. Andrzej Wajda Second Run 2013 London DMMS 2013 Warszawa

## Publikacje
- From the Victorians to Our Contemporaries. An Anthology of English Literature 1832–1997 wyd. Dom Wydawniczy „Rebis” 1999 Poznań ISBN 83-7120-703-4
- Bert. Szkic do portretu Williama Whartona wyd. Dom Wydawniczy „Rebis” 2004 Poznań ISBN 83-7301-361-X
- History of English Literature – Anthology for Students. Volume 1 – From the Old English Period to Romanticism wyd. Dom Wydawniczy „Rebis” 2005 Poznań ISBN 83-7301-698-8
- The Shaping of the Double Vision. The Symbolic Systems of the Italian Novels of Edward Morgan Forster. wyd. Peter Lang 2005 Frankfurt am Main ISBN 3-631-53623-2
- Casimir Britannicus. English Translations, Paraphrases, and Emulations of the Poetry of Maciej Kazimierz Sarbiewski Red. z Piotrem Urbańskim wyd. Modern Humanities Research Association 2008 London ISBN 978-0-947623-73-9
- English Literature – An Anthology for Students. Volume 1 – From the Old English Literature to the Eighteenth Century. wyd. Dom Wydawniczy „Rebis” 2010 Poznań ISBN 978-83-7510-610-7
- Casimir Britannicus. English Translations, Paraphrases, and Emulations of the Poetry of Maciej Kazimierz Sarbiewski. Revised and Expanded Edition Red. z Piotrem Urbańskim wyd. Modern Humanities Research Association 2010 London ISBN 978-1-907322-12-9
- New Aspects of E.M. Forster. Instytut Kulturologii i Lingwistyki Antropocentrycznej / International E.M. Forster Society 2010 Warszawa ISBN 978-83-60770-24-5
- English Literature – An Anthology for Students. Volume 2 – From the Romanticism to the Twentieth Century. Dom Wydawniczy „Rebis” 2011 Poznań ISBN 978-83-7510-681-7